# Francisco Aguirre Abad
Francisco Xavier Aguirre Abad (Baba, 17 de abril de 1808 - Guayaquil, 24 de diciembre de 1882) fue un político y jurisconsulto ecuatoriano.Destacó como un político fundacional en los primeros años de la República de Ecuador. Fue uno de los promotores de la manumisión de los esclavos en Ecuador durante el gobierno de Urbina. Además fue un importante escritor y su libro "Bosquejo Historico de la Republica del Ecuador" es uno de los escritos históricos más importantes del siglo XIX. 

## Biografía

### Primeros años
Repúblico, jurisconsulto e historiador nacido en Baba, Gobierno de Guayaquil -actualmente en Los Ríos-, el 17 de abril de 1808, hijo del Sr. Francisco Javier Aguirre y Cepeda y de la Sra. María Dolores Abad y Fernández de Moreta.
Sus primeros estudios los realizó en Baba y Guayaquil, luego de lo cual fue enviado al Colegio de San Luis -actualmente Colegio San Gabriel-, en la ciudad de Quito, donde le tocó vivir la culminación de la gesta libertaria iniciada en Guayaquil con el triunfo de la Revolución del 9 de octubre de 1820. En efecto, el 24 de mayo de 1822, junto a todo el pueblo quiteño presenció la victoria de los patriotas en la histórica Batalla del Pichincha que selló de manera definitiva la independencia del actual Ecuador.
Al terminar sus estudios medios ingresó a la Universidad Central del Ecuador donde en 1828 obtuvo el título de Doctor en Jurisprudencia Civil y Canóniga, incorporándose, a los veinte años de edad, al Colegio de Abogados.

### Carrera política
Poco tiempo después volvió a Guayaquil donde inició una brillante carrera de abogado y hombre público, desempeñando importantes cargos como procurador síndico municipal, jefe político del Cantón, concejal, subdirector de Estudios y presidente de la Junta Provincial.

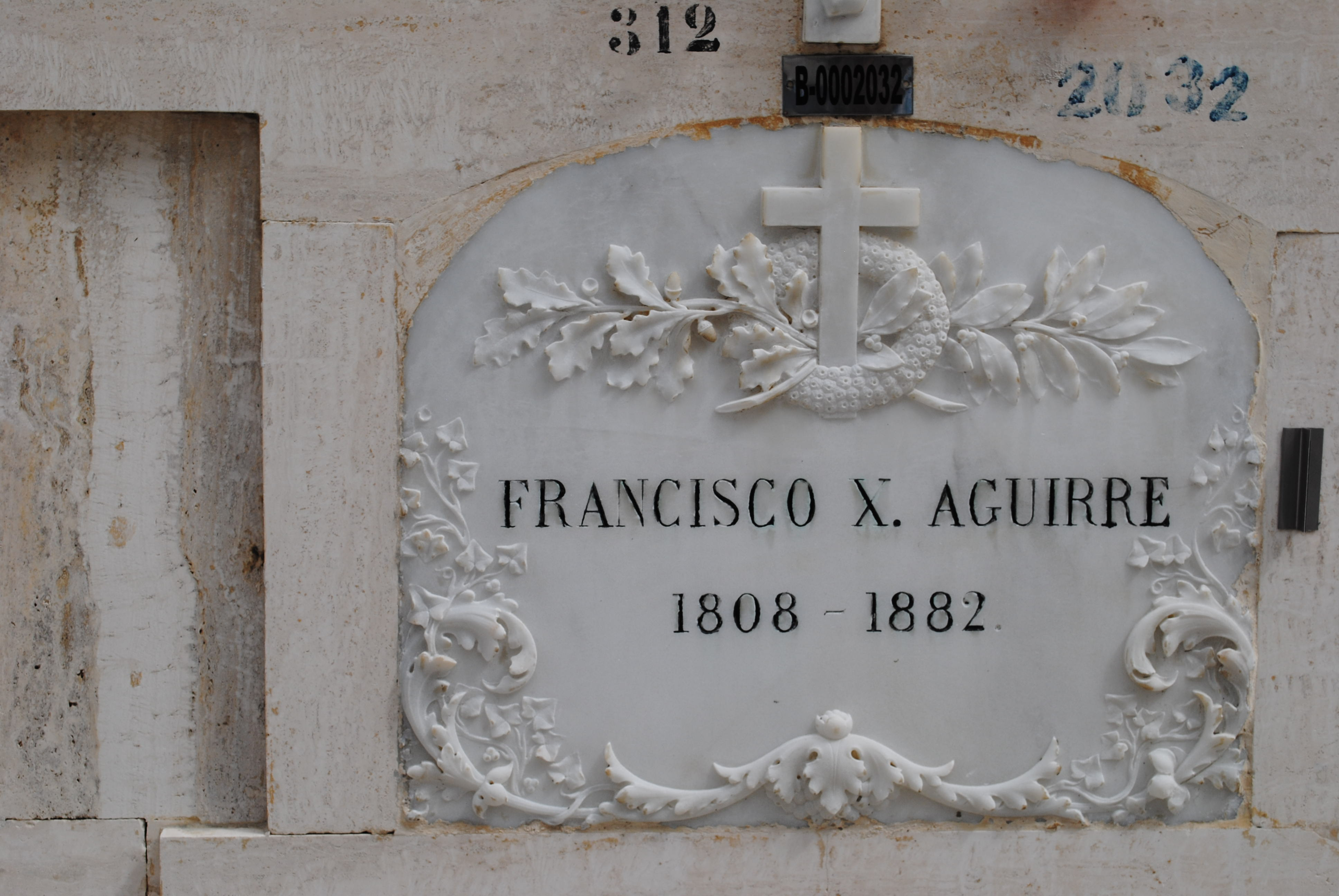
Tumba en el Cementerio General de Guayaquil

Durante la presidencia de José María Urbina y Viteri, presentó la Ley de Manumisión de los Esclavos ante el Congreso que aprobó la misma, tras la propuesta de impuesto por la compra de los mismos esclavos. En 1852, fue elegido Diputado por el Guayas para la asamblea constituyente de aquel año. En 1857 fue nombrado subdirector de estudios del Guayas. Además de estos cargos, llegó a ser también procurador síndico municipal y presidente del Concejo como jefe político del Cantón, además de ser diputado en la Convención Nacional de 1843

### Últimos años
Durante su vida prefirió siempre el estudio a la vida de acción, aunque realizó ambas en paralelo. Sus últimos años los dedicó a la publicación de su Bosquejo Histórico, obra que sería su legado y con la que se le recuerda entre historiadores y políticos de Ecuador. Sufrió una enfermedad larga y dolorosa (cáncer de estómago) que le impidió terminar su obra que quedaría inconclusa en el año de 1859, publicado con la ayuda de su sobrino Manuel Marcos Aguirre.
Tenía una frase que le hizo conocido "Todos los días al despertarme doy gracias a Dios porque me veo la misma cara y me encuentro con la misma alma". Asimismo, su fama fue descrita de la siguiente manera: “Dotado de grandes virtudes, adornado de una vasta ilustración, severo en sus costumbres, recto en sus procedimientos, incontrastable en el cumplimiento del deber a la vez que totalmente bondadoso y leal con los demás." Falleció el 24 de diciembre de 1882.

## Obras
Su obra más importante en 586 páginas es su Bosquejo Histórico en donde describe los primeros años del nacimiento de la república pasando por los intentos de independencia hasta la guerra civil de 1858 y su desenlace.
Sobre la importancia de este libro, se expresó el historiador Rodolfo Pérez Pimentel de la siguiente manera:

(Es una obra) de capital importancia para descifrar las motivaciones de los principales y secundarios actores de la política del Ecuador durante la primera mitad del siglo XIX, contado por un testigo de primera mano dada su condición de ciudadano imparcial, inteligente y veraz. No conocemos otros testimonios personales de esa época, a no ser la Reseña de José de Villamil, las Memorias del Coronel Teodoro Gómez de la Torre, la Historia General de Pedro Fermín Cevallos y las obras históricas de Pedro Moncayo y Marieta de Veintemilla, pues la historia de Federico González Suárez cuenta sucesos basados en referencias tomadas de archivos y/o bibliotecas, dicho de otra forma, desde fuera, con sucesos en los que su autor, dada la antigüedad de lo que narra, no tuvo parte activa; lo que no sucede con el tantas veces mencionado Bosquejo de Aguirre Abad.
Rodolfo Pérez Pimentel

"Bosquejo Historico de la Republica del Ecuador", Sección de Investigaciones Histórico-Jurídicas, Corporación de Estudios y Publicaciones., 1973 - 510 páginas
- Primera Época: Los indios
- Segunda Época: Los españoles
- Tercera Época: Los criollos
- Cuarta Época: Los colombianos
- Quinta Época: Los ecuatorianos